# Sürmene
Sürmene (anciennement Hyssus) est une ville et un district de la province de Trabzon dans la région de la mer Noire en Turquie.

## Histoire
L'auteur Arrien, du IIe siècle, reconnait Hyssus comme une ville de Colchide, ou plutôt un port de Colchide, où il y aurait une rivière du même nom.

## Personnalités nées à Sürmene
- Şerafettin Yıldız, écrivain